# Межова (станція)
Межова́ — проміжна залізнична станція Лиманської дирекції Донецької залізниці на електрифікованій лінії Чаплине — Покровськ між станціями Демурине (22 км) та Удачна (20 км). Розташована в однойменному селищі Синельниківського району Дніпропетровської області.

## Історія
У 1881—1882 роках розпочалося будівництво станції Межова на залізничній лінії Синельникове II — Ясинувата (головного ходу Катерининської залізниці). Головну колію станції, разом із ділянкою Синельникове — Межова було вже прокладено восени 1882 року, і продовжили будівництво магістралі у напрямку станції Гришине (нині — Покровськ). Станція урочисто відкрита 18 травня 1884 року. Тимчасовий вантажний та пасажирський рух Катерининською залізницею було відкрито у 1883 році, а регулярний рух — у вересні 1884 року.
Назва станції за основною з версій походить від тодішнього проходження в даній місцевості межі земель селян Іванівки та Петропавлівки (поруч зі станцією також існує навіть балка Межова).
Вантажні операції
З перших днів існування станція Межова відправляла переважно хлібні вантажі, адже поруч був торгівельне селище Григорівка та декілька досить великих сіл із млинами, які були пов'язані зі станцією гужовими дорогами. Пік відвантажень зерна й борошна по станції припадав на серпень-жовтень, — це була найгарячіша пора для станційних працівників. Найбільші села в долинах річок Бик і Самара, уздовж колишнього поштового тракту (Слов'янка, Петропавлівка, Миколаївка тощо), станцією Межова майже не користувалися, оскільки між долиною річки і залізницею був суттєвий перепад висот — до 50 сажнів (понад 100 м).
Обсяги відвантажень зерна по Межовій коливалися: якщо у 1896 році було відвантажено 300 вагонів (пшениці — 73 тис. пудів, овса — 16 тис. пудів, ячменю — 90 тис. пудів), то у 1916 році станція відправляла вже до 3000 вагонів зернових (600 пудів кожен). У 1892 році, коли головний хід Катерининської залізниці був іще одноколійним, станція Межова відправила майже 1600 вагонів зернових (555 тис. пудів пшениці, 190 тис. пудів жита, 2 тис. пудів вівсу, 204 тис. пудів ячменя). Обсяги відвантажень борошна також коливалися від 220 вагонів у 1901 році до близько 1000 вагонів напередодні 1917 року. Зрідка станція відправляла будівельні матеріали — до 2 тис. пудів на рік. Взимку і навесні Межова хлібні вантажі приймала, — річні обсяги прибуття цих вантажів складали 2…20 тис. пудів. Загальна ємність хлібних складів у 1914 році сягала 165 тис. пудів (2700 т). Крім того, на станцію приходили сіль (до 10 тис. пудів), нафтопродукти (до 15 тис. пудів), вугілля (до 150 тис. пудів), дрова (до 2 тис. пудів), лісо- і будматеріали (до 250 тис. пудів на рік).
Станом на 1916 рік на станції налічувалось 12 колій (з них 3 — «довгих» і 4 тупикових) загальною протяжністю більш ніж 5,3 верст, 6 пакгаузів (з них 1 — для вантажів великої швидкості), 2 критих і 1 відкрита товарні платформи, 9 орендних ділянок під склади вантажів (загальна площа складських приміщень по станції сягала 1060 сажнів² — понад 4,8 м²), вагонні ваги системи Каца вантажопідйомністю 2025 пудів (33 т), 4 гідравлічних крани, водонапірна вежа.
Для технологічних потреб, а також пасажирів, було зведено двоповерхову вокзальну будівлю із залом очікування загальною площею 61,6 кв. сажнів (280 м²). Окрім товарної контори, на станції були поштове відділення, а також ощадна каса. Штат працівників станції складався із 1 начальника і 3 його помічників, 3 сигналістів, 4 сторожів, 3 стрілочників, 1 касира, 1 вагаря, 1 переписувача вагонів. Загальна площа відомчого житла на станції сягала 128,6 сажнів² (585 м²). В пристанційному селищі проживало 2 тис. жителів.
Пасажирський рух
У 1884 році через Межову було налагоджено курсування поштових поїздів № 3/4 сполученням Долинська — Ясинувата з пасажирськими вагонами I, II і III класів у складі. Поїзд на Долинську відправлявся зі станції Межова о 02:28, а на Ясинувату — о 00:54. Незабаром поштові поїзди було переведено до категорії пасажирських. У 1892 році залізницею курсували вже дві пари пасажирських поїздів на добу (пасажирський та змішаний). Після революційного безладу 1905—1907 років кількість пар поїздів із пасажирськими вагонами у складі почала поступово збільшуватися. У 1917 році пасажирських складів через Межову було вже 6 на добу — із вагонами до Києва, Маріуполя, Луганська, Ростова, Кисловодська (до 1914 року курсував навіть швидкий поїзд сполученням Ростов — Варшава — Каліш).
Із погіршанням соціально-політичної ситуації в країні, у 1916—1917 роках розпочалися масові скасування пасажирських поїздів. У 1918 році,  з початком активної фази збройного протистояння в Україні, було порушено рух поїздів на Катерининській залізниці. У травні 1918 року, через руйнування мостів, припинено рух поїздів від Чаплиного до Синельникового, — пасажири діставалися з одного поїзда на інший кіньми.
По завершенню Першої світової війни, у 1922 році залізницею курсували:
- поштовий поїзд  сполученням Київ — Ростов із плацкартними жорсткими й безплацкартними товарними пристосованими вагонами («теплушками») у складі (двічі на тиждень);
- змішаний поїзд сполученням Чаплине — Ростов із пристосованими товарними вагонами (двічі на тиждень);
- змішаний поїзд Катеринослав — Ростов із жорсткими вагонами (1 раз на тиждень).

У 1924 році поштовий поїзд сполученням Ростов — Київ курсував щоденно (у складі поїзда — 1 багажний, 1 поштовий, 1 м'який та 7 жорстких вагонів). Двічі на тиждень у складі поїзда курсував вагон безпересадкового сполучення Ростов —  Одеса, чотири рази на тиждень — Катеринослав — Мінеральні Води, тричі на тиждень — Севастополь — Мінеральні Води. Крім того, тричі на тиждень курсували пасажирсько-вантажні поїзди Ростов — Знам'янка із багажним і жорсткими вагонами у складі. У 1940 році на станції Межова зупинялися три пари пасажирських поїздів сполученням Перемишль — Баку (через Львів, Київ), Київ — Ростов та Одеса — Міллерово.
Пасажирське сполучення через станцію Межова існувало навіть у період окупації Східної України німецько-фашистськими військами (1941—1943 роки).
У серпні 1942 року на станції Межова зупинялися:
- швидкий поїзд сполученням  Ясинувата — Перемишль;
- пасажирські поїзди: Ясинувата — Бердичів, Успенська — Дніпропетровськ (Ростовський напрямок, до й від Ростова пасажирські поїзди пішли трохи згодом), а також поїзд місцевого сполучення Постишеве (у німецьких «залізничних» довідниках того часу, нині — Покровськ) — Чаплине. У грудні 1942 року залишилося лише три пари пасажирських поїздів: Ясинувата — Бердичів, Ростов — Дніпропетровськ та Постишеве — Чаплине. Під час Другої світової війни  вокзальна будівля станції Межова «втратила другий поверх».

## Пасажирське сполучення
Навесні 2015 року призначався приміський електропоїзд сполученням Дніпро — Межова — Дніпро.
З 14 грудня 2020 року по лютий 2022 року на станції зупинявся нічний швидкий поїзд «Маяк» № 136/135 сполученням Київ — Авдіївка.
До 2024 року на станції зупинявся регіональний поїзд підвищеного комфорту сполученням Дніпро — Покровськ, а також приміські поїзди Чаплине — Авдіївка та Чаплине — Покровськ. 
З 15 грудня 2024 року по 4 серпня 2025 року, через бойові дії біля міста Покровськ (за 40 км на схід від Межової) станція була кінцевою для приміських електропоїздів зі станції Чаплине (2 пари), Дніпра (крім середи та четверга, 1 рейс у напрямку Дніпра) та Просяною (крім вівторка, середи та четверга, 1 нічний рейс). Наразі рух приміських поїздів тимчасово скорочено до станції Демурине.